# إيزابيل بولتون
إيزابيل بولتون (بالإنجليزية: Isabel Bolton)‏ (6 أغسطس 1883، نيو لندن في الولايات المتحدة - 5 أبريل 1975، نيويورك في الولايات المتحدة)؛ كاتِبة ومؤلِّفة وروائية أمريكية.